# Mircea Vâlcu
Mircea Vâlcu (n. 14 noiembrie 1930 – d. 29 iunie 2016) a fost un senator român în legislatura 1992-1996 ales în județul Sibiu pe listele partidului PUNR. În legislatura 1992-1996, Mircea Vâlcu a fost membru în comisia pentru drepturile omului, culte și minorități. În legislatura 1996-2000, Mircea Vâlcu a fost membru în grupurile parlamentare de prietenie cu Republica Federală Germania și Regatul Unit al Marii Britanii și Irlandei de Nord. Mircea Vâlcu a fost membru în comisia pentru apărare, ordine publică și siguranța națională. În legislatura 1996-2000, Mircea Vâlcu a inițiat 5 propuneri legislative din care 1 a fost promulgată lege.  

## Legaturi externe
- Mircea Vâlcu Arhivat în 23 august 2016, la Wayback Machine. la cdep.ro